# Поллен, Франсуа
Франсуа Поллен (нидерл. François Paul Louis Pollen, 8 января 1842 Роттердам — 7 мая 1886, Гаага) — голландский путешественник и натуралист.

## Биография
В 1862 году он переехал в Лейден, чтобы изучать медицину, но Герман Шлегель призвал его изучать зоологию. Поллен путешествовал, в том числе на Мадагаскар (с 1863 по 1866 гг.), и собирал образцы насекомых, рыб, птиц и млекопитающих для Национального музея естественной истории в Лейдене. Он написал ряд публикаций о своих путешествиях. Позже он финансировал полевые работы других учёных на Мадагаскаре. Кроме того, он описал виды животных и растений, собранные на Коморских и Маскаренских островах и острове Реюньон. В 1875 году Поллен был удостоен звания почётного доктора Гёттингенского университета имени Георга-Августа, Германия.

## Память
В честь учёного названы некоторые виды животных: коморский голубь (Columba pollenii), серая узкоклювая ванга (Xenopirostris polleni), хамелеон Furcifer polleni и сцинк Madascincus polleni.

## Труды
- Een blik in Madagaskar (1867)
- Recherches sur la faune de Madagascar et de ses dépendances, d’après les découvertes de François P. L. Pollen et D. C. Van Dam (1868—1877)